# Gareth Alban Davies
Gareth Alban Davies (* 30. Juli 1926 in Ton Pentre, Rhondda; † 9. Februar 2009 in Aberystwyth) war ein walisischer Dichter und britischer Hispanist.

## Leben
Davies wuchs im Kohlenrevier von Wales auf und leistete von 1944 bis 1947 seinen Wehrdienst als Bergmann ab. Dann studierte er Spanisch am Queen’s College der University of Oxford und wurde 1955 bei William J. Entwistle promoviert mit der Arbeit The life and works of Antonio Hurtado de Mendoza, 1586-1644 (erschienen u. d. T. A poet at court. Antonio Hurtado de Mendoza 1586-1644, Oxford 1971).
Davies lehrte ausschließlich an der Universität Leeds, ab 1952 als Assistant Lecturer, ab 1955 als Lecturer, ab 1968 als Senior Lecturer und von 1975 bis zu seiner Emeritierung 1986 als Cowdray Professor für Spanisch.
Davies war in besonderer Weise der walisischen Sprache verbunden, in der er drei Gedichtbände veröffentlichte, ferner Biographien, Reiseberichte und einen Kongressband, sowie Übersetzungen sowohl aus dem Spanischen als auch aus dem Französischen.

## Weitere Werke

### Englisch
- (mit Colin C. Smith und H. B. Hall), Langenscheidt's Standard dictionary of the English and Spanish languages, London 1966, 1988
- (Hrsg.) The pleasant history of Lazarillo de Tormes drawn out of Spanish by David Rowland of Anglesey, Newtown 1991

### Walisisch
- Baled Lewsyn a'r môr, a cherddi eraill, Denbigh 1964 (Dichtung, walisisch)
- (Übersetzer mit Caryl Glyn Davies) André Gide, Y Deillion, Cyfieithiad o "La Symphonie pastorale", Llandybie 1965
- Dyddiadur America, Dinbych 1967 (Reisebericht)
- (Hrsg. mit W. Gareth Jones) Y Llenor yn Ewrop, Caerdydd 1976 (Symposium „Schriftsteller in Europa“)
- Tan tro nesaf. Darlun o wladfa Gymreig Patagonia, Llandysul 1976 („Bis bald!“, Waliser in Patagonien)
- Dyddiadur Awstralia, Abertawe 1986 (Reisebericht)
- Trigain. Cerddi, Aberystwyth 1986 (Dichtung, walisisch)
- (Übersetzer und Herausgeber) Y Ffynnon sy'n Ffrydio. Blodeuyerdd o Farddoniaeth Sbaeney, Cardiff 1990 (Spanische Dichtung, walisisch)
- Cardi o Fôn. Detholion o gerddi a throsiadau John Henry Jones, Aberystwyth 1991
- Galar y culfor a cherddi eraill, Abertawe 1992 (Dichtung, walisisch)
- Y llaw broffwydol. Owen Jones, Pensaer (1809–74), Talybont 2004